# 170-я стрелковая дивизия (2-го формирования)
170-я стрелковая Речицкая Краснознамённая ордена Суворова дивизия — воинское соединение Вооружённых сил СССР в Великой Отечественной войне.

## История
170 стрелковая дивизия сформирована на основании Директивы Военного Совета Уральского военного округа от 18.12.1941 года. Период формирования с 20.12.1941 года по 13.02.1942 года в Уральском военном округе 58 Резервной Армии. Место дислокации при формировании — город Кунгур Молотовской области.
В действующей армии с 04.04.1942 по 20.03.1943 и с 03.05.1943 по 09.05.1945.
По формировании направлена на Северо-Западный фронт, где в течение 1942—1943 годов вела бои в районе Валдая, в начале 1943 года участвует в Демянской операции в Парфинском районе Новгородской области, несёт потери, после чего отведена в резерв.
В мае 1943 года поступила в распоряжение Центрального фронта
С июля 1943 принимает участие в Кромско-Орловской операции, взятии крупного опорного пункта Змиевка и преследует отходящего врага на запад. Ведёт ожесточённые бои у города Кромы.
В ходе  Гомельско-Речицкой операции в ночь на 22.09.1943 года дивизия форсировала Днепр в районе Лоев, 17 ноября 1943 г. 170 сд участвовала в освобождении города Речица. 
Войскам, участвовавшим в освобождении Речицы, приказом   Верховного Главнокомандующего( ВГК) от 18 ноября 1943 г. объявлена благодарность. Приказом ВГК за отличие в боях при овладении городом Речица дивизии присвоено почётное наименование Речицкая.
В ходе дальнейших  боевых действий дивизия вклинилась в оборону противника в направлении Бобруйска до рубежа Березины. 
В январе 1944 года отведена во второй эшелон.
С 24.06.1944 года, в ходе Бобруйской операции, прорывает оборону 5 километрах северо-западнее Рогачёва. 22.06.1944 сменила части 41-го стрелкового корпуса на передовой. Перед началом операции дивизия насчитывала 9 батальонов, 6077 человек личного состава, 3643 винтовок, 1552 автоматов, 244 ручных пулемёта, 66 станковых пулемётов, 210 противотанковых ружей, 54 82-х миллиметровых миномёта, 18 120-х миллиметровых миномёта, 30 45-миллиметровых орудий, 12 76-миллиметровых полковых орудия, 32 76-миллиметровых дивизионных орудия, 12 122-х миллиметровых орудия, 3 сапёрные роты.
Для прорыва обороны дивизии были приданы 63-я гаубичная артиллерийская бригада, 1890-й самоходно-артиллерийский полк, дивизион 6-го гвардейского миномётного полка и штрафная рота 48-й армии.24.06.1944 форсировала Друть, к 9-00 26.06.1944 дивизия, имея двухэшелонный боевой порядок, вместе с самоходными орудиями вышла к реке Добысна. Попытка с хода форсировать эту реку успеха не имела. 27.06.1944 полностью прорвала оборону противника. На 30.06.1944 вела бои на подступах к Бобруйску.
За успешные действия в боях  по окружению и разгрому Бобруйской группировки противника Указом  Президиума Верховного Совета СССР 2 июля 1944 г. 170-я дивизия была награждена  орденом Суворова II степени.
После взятия Бобруйска, в котором дивизия принимала непосредственное участие, продолжила наступление, в июле 1944 года вела северо-западнее Бреста, 15.07.1944 года освобождает Порозовский район.
03.09.1944 года дивизия прорвала оборону противника в районе польского города Ружан, западнее города Острув-Мазовецка, вышла к реке Нарев, с ходу форсировала её и захватила на противоположном берегу плацдарм, который сумела впоследствии удержать.
Ведёт безуспешные бои по расширению Наревского плацдарма, 10.10.1944 года ведёт бои у населённого пункта Виндужка, 13.10.1944 года в районе населённого пункта Магнушев-Малы (9 километров юго-восточнее города Макув-Мазовецки, Польша), форсирует реку Ожиц.
С 14.01.1945 года наступает на Цеханув, Шреньск, Зелюнь, имея слева части 399-й стрелковой дивизии, преследуя отходившего противника, к исходу 16.01.1945 передовым отрядом подошла к Палуки.
18 января 1945 г. при участии частей 170 cд освобождён город Млава. Войскам, участвовавшим в боях за освобождение Млавы и других городов, приказом Верховного Главнокомандующего  от 19 января 1945 г. объявлена благодарность и в Москве дан салют 20 артиллерийскими залпами из 224 орудий
В дальнейшем 170 сд  вела бои в Восточной  Пруссии при  ликвидации Хайльсбергского укрепрайона, овладела городом Мюльхаузен и вышла на побережье Балтийского моря.
За образцовое выполнение заданий командования в этих боях Указом Президиума Верховного Совета СССР дивизия была награждена  орденом Красного Знамени.
Расформирована дивизия в июле 1945 года.

## Полное название
170-я стрелковая Речицкая Краснознамённая ордена Суворова дивизия

## Состав
- 391-й стрелковый полк
- 422-й стрелковый полк
- 717-й стрелковый полк
- 294-й лёгкий артиллерийский
- 286-й отдельный зенитный артиллерийский дивизион
- 210-й отдельный истребительно-противотанковый дивизион
- 134-й отдельный разведывательный батальон
- 182-й отдельный сапёрный батальон
- 210-й отдельный батальон связи (451-я отдельная рота связи)
- 154-й медико-санитарный батальон
- 140-я отдельная рота химической защиты
- 49-я автотранспортная рота
- 132-я полевая хлебопекарня
- 481-я полевая почтовая станция
- 466-я полевая касса Госбанка

## Подчинение
| Дата            | Фронт (округ)           | Армия      | Корпус                 | Примечания |
| --------------- | ----------------------- | ---------- | ---------------------- | ---------- |
| 01.01.1942 года | Уральский военный округ | -          | -                      | -          |
| 01.02.1942 года | Уральский военный округ | -          | -                      | -          |
| 01.03.1942 года | Резерв Ставки ВГК       | 58-я армия | -                      | -          |
| 01.04.1942 года | Резерв Ставки ВГК       | 58-я армия | -                      | -          |
| 01.05.1942 года | Северо-Западный фронт   | 34-я армия | -                      | -          |
| 01.06.1942 года | Северо-Западный фронт   | 34-я армия | -                      | -          |
| 01.07.1942 года | Северо-Западный фронт   | 34-я армия | -                      | -          |
| 01.08.1942 года | Северо-Западный фронт   | 11-я армия | -                      | -          |
| 01.09.1942 года | Северо-Западный фронт   | 11-я армия | -                      | -          |
| 01.10.1942 года | Северо-Западный фронт   | 34-я армия | -                      | -          |
| 01.11.1942 года | Северо-Западный фронт   | 11-я армия | -                      | -          |
| 01.12.1942 года | Северо-Западный фронт   | 11-я армия | -                      | -          |
| 01.01.1943 года | Северо-Западный фронт   | 11-я армия | -                      | -          |
| 01.02.1943 года | Северо-Западный фронт   | 27-я армия | -                      | -          |
| 01.03.1943 года | Северо-Западный фронт   | 27-я армия | -                      | -          |
| 01.04.1943 года | Резерв Ставки ВГК       | 53-я армия | -                      | -          |
| 01.05.1943 года | Степной военный округ   | 53-я армия | -                      | -          |
| 01.06.1943 года | Центральный фронт       | -          | -                      | -          |
| 01.07.1943 года | Центральный фронт       | 48-я армия | -                      | -          |
| 01.08.1943 года | Центральный фронт       | 48-я армия | -                      | -          |
| 01.09.1943 года | Центральный фронт       | 48-я армия | -                      | -          |
| 01.10.1943 года | Центральный фронт       | 48-я армия | -                      | -          |
| 01.11.1943 года | Белорусский фронт       | 48-я армия | 42-й стрелковый корпус | -          |
| 01.12.1943 года | Белорусский фронт       | 48-я армия | 42-й стрелковый корпус | -          |
| 01.01.1944 года | Белорусский фронт       | 48-я армия | 42-й стрелковый корпус | -          |
| 01.02.1944 года | Белорусский фронт       | 48-я армия | -                      | -          |
| 01.03.1944 года | 1-й Белорусский фронт   | 48-я армия | 42-й стрелковый корпус | -          |
| 01.04.1944 года | 1-й Белорусский фронт   | 50-я армия | 42-й стрелковый корпус | -          |
| 01.05.1944 года | 1-й Белорусский фронт   | 3-я армия  | 42-й стрелковый корпус | -          |
| 01.06.1944 года | 1-й Белорусский фронт   | 3-я армия  | 42-й стрелковый корпус | -          |
| 01.07.1944 года | 1-й Белорусский фронт   | 48-я армия | 42-й стрелковый корпус | -          |
| 01.08.1944 года | 1-й Белорусский фронт   | 48-я армия | 42-й стрелковый корпус | -          |
| 01.09.1944 года | 1-й Белорусский фронт   | 48-я армия | -                      | -          |
| 01.10.1944 года | 2-й Белорусский фронт   | 48-я армия | 42-й стрелковый корпус | -          |
| 01.11.1944 года | 2-й Белорусский фронт   | 48-я армия | 29-й стрелковый корпус | -          |
| 01.12.1944 года | 2-й Белорусский фронт   | 48-я армия | 42-й стрелковый корпус | -          |
| 01.01.1945 года | 2-й Белорусский фронт   | 48-я армия | 42-й стрелковый корпус | -          |
| 01.02.1945 года | 2-й Белорусский фронт   | 48-я армия | 42-й стрелковый корпус | -          |
| 01.03.1945 года | 2-й Белорусский фронт   | 48-я армия | 53-й стрелковый корпус | -          |
| 01.04.1945 года | 2-й Белорусский фронт   | 48-я армия | 42-й стрелковый корпус | -          |
| 01.05.1945 года | 2-й Белорусский фронт   | 48-я армия | 42-й стрелковый корпус | -          |

## Командование дивизии

### Командиры
- Панчук, Иван Владимирович (31.01.1942 — 24.07.1942), полковник
- Ушаков, Степан Игнатьевич (25.07.1942 — 29.12.1942), подполковник, с 04.09.1942 полковник
- Карлов, Фёдор Васильевич (30.12.1942 — 25.01.1943), полковник
- Аксёнов, Сергей Иванович (26.01.1943 — 09.03.1943), полковник
- Черяк, Абрам Михайлович (10.03.1943 — 22.10.1943), полковник
- Цыпленков, Семён Григорьевич (23.10.1943 — 24.06.1944), полковник
- Пузыревский, Антон Михайлович (25.06.1944 — 30.06.1944), полковник
- Матронин, Василий Иванович (01.07.1944 — 20.07.1944), полковник
- Цыпленков, Семён Григорьевич (21.07.1944 — 09.05.1945), полковник

### Заместители командира
- Кукаркин, Василий Александрович (25.07.1944 — ??.09.1944), полковник

### Заместители командира дивизии по политической части
- Вислов, Иван Макарович, подполковник
- Гордеев Владимир Павлович, гвардии подполковник

### Начальники штаба
- Безгинов Иван Павлович, подполковник
- Евдокимов Григорий Иванович, подполковник

## Награды и наименования
| Награда (наименование)           | Дата                                                         | За что награждена |
| -------------------------------- | ------------------------------------------------------------ | --- |
| Почётное наименование «Речицкая» | Приказ Верховного Главнокомандующего № 43 от 18.11.1943 года | За отличие в боях при овладении городом Речица |
| Орден Суворова II степени        | Указ Президиума Верховного Совета СССР от 2 июля 1944 года   | За образцовое выполнение боевых заданий командования в боях с немецкими захватчиками при прорыве сильно укреплённой обороны немцев, прикрывающей Бобруйское направление, и проявленные при этом доблесть и мужество. |
| Орден Красного Знамени           | Указ Президиума Верховного Совета СССР от 5 апреля 1945 года | За образцовое выполнение заданий командования в боях при прорыве к побережью Данцигской бухты и овладении городами Мюльхаузен, Мариенбург, Штум, Толькемит и проявленные при этом доблесть и мужество.               |

Награды частей дивизии:
- 391-й стрелковый Мариенбургский ордена Суворова[6] полк
- 717-й стрелковый ордена Суворова[7] полк
- 294-й артиллерийский ордена Кутузова[6] полк
- 182-й отдельный сапёрный ордена Красной Звезды[6] батальон

## Отличившиеся воины дивизии
| Награда | Ф. И. О.                            | Должность                                                                | Звание            | Дата награждения | Примечания |
| ------- | ----------------------------------- | ------------------------------------------------------------------------ | ----------------- | ---------------- | --- |
|         | Великоконь, Григорий Иванович       | командир взвода 422-го стрелкового полка                                 | старший сержант   | 24.03.1945       | 24.6. 1944 г. в бою за деревню Заполье, которая являлась ключом обороны немцев и господствовала над всей местностью, первый поднялся и увлёк в атаку свой взвод. Захватив плацдарм, взвод обеспечил прорыв полком немецкой обороны на реке Друть. В этом бою старший сержант Великоконь был ранен, но продолжал управлять боем. |
|         | Камаров (Комаров) Дженбай (Джамбай) | командир отделения роты автоматчиков 422-го стрелкового полка            | старший сержант   | 19.04.1945       | Полный кавалер ордена Славы. Даты награждения 25.02.1944 г., 10.7.1944 г., 19.4.1945 г. |
|         | Кудашов, Георгий Максимович         | командир 3 пулемётного взвода 3 пулемётной роты 391-го стрелкового полка | старшина          | 15.01.1944       | 27.7.1944 г. в боях за овладение населённым пунктом Философово проявил образцы стойкости, отваги и геройства. При атаке на населённый пункт взвод Кудашова попал в окружение. Старшина Кудашов организовал круговую оборону и взвод в течение двух суток отражал атаки противника. Будучи раненым, продолжал управлять боем. При атаке основных сил батальона уничтожил немецкую огневую точку, этим обеспечил захват населённого пункта. |
|         | Корнишин, Василий Иванович          | Командир взвода 717-го стрелкового полка                                 | младший лейтенант | 24.03.1945       | 18.07.1944 г. бою за деревню Семеновка (Белорусская ССР) в ожесточенном рукопашном бою лично штыком и прикладом уничтожил 18 немцев, но сам был смертельно ранен. |
|         | Мирошниченко, Пётр Афанасьевич      | командир взвода пешей разведки 717-го стрелкового полка                  | лейтенант         | 03.06.1944       | В бою 1.1.44 г. по уничтожению опорного пункте противника около деревни Печище подполз к вражескому дзоту, будучи раненым и не имея возможности вести огонь из автомата, бросился на абразуру дзота, закрыв её своим телом и этим дал возможность бойцам атаковать второй дзот |
|         | Ульянин, Фёдор Иванович             | командир батальона 422-го стрелкового полка                              | майор             | 23.08.1944       | 26.06 1944 года во время боя в районе деревни Малая Пласкиня лично поднял в атаку батальон, которым командовал, чем обеспечил форсирование реки Дебисна, прорыв немецкой обороны, продвижение наших частей и захват города Бобруйск. Будучи раненым, продолжал командовать батальоном и умер от тяжёлых ран на поле боя. |
|         | Ходжаев, Ирнапас                    | помощник командира взвода 717-го стрелкового полка                       | старшина          | 24.03.1945       | 18, 21 июля 1944 года в боях заменял выбывшего из строя командира взвода, личным примером поднимал бойцов в атаку, чем способствовал выполнению боевой задачи. В бою 26 октября 1944 года он получил тяжёлое ранение в грудь, 30 октября 1944 г. скончался в госпитале. |

- На 26 сентября 1944 г. с начала боевых действий  5 мая 1942 года  в дивизии награждено орденами и  медалями 
6433 человека[8].

## Память
В 1975 году в городе Речица ( Речицкий район  Гомельской области  Белорусской  ССР)   был установлен  Памятник воину-освободителю .
На мемориале  на  памятной  плите  со списком частей и соединений, освобождавших Речицу, увековечена 170-я стрелковая Речицкая Краснознамённая ордена Суворова дивизия.
- Музей истории физико-математической школы № 9 города Перми. В музее истории физико-математической школы № 9 города Пермь,  общественном филиале Музея Победы,  с 1971 года существует раздел Изучение боевого пути 170-й стрелковой  Речицкой Краснознамённой  ордена Суворова  дивизии.